# 佐竹義睦
佐竹 義睦（さたけ よしちか）は、江戸時代後期の大名。出羽国久保田藩の第11代藩主。佐竹氏第29代当主。通称は次郎。官位は従四位下・侍従、右京大夫。

## 生涯
第10代藩主・佐竹義厚の次男。母は阿部氏（松仙院、松操院）。幼名は雄丸。
弘化3年（1846年）11月4日、父・義厚の死去により家督を相続する。安政元年（1854年）10月15日、13代将軍・徳川家定に御目見した。同年12月16日、従四位下侍従、右京大夫に叙任される。安政2年5月11日、初めてお国入りを果たす。同年10月10日、藩政の実権を握っていた家老佐藤源右衛門に蟄居を命じる。その一派も処罰し、政治の主導権を握ろうとした。また、海防警備の強化や織物業を中心とした新産業の奨励などに努めた。
安政4年（1857年）3月28日、山内豊資の娘悦子と結婚。同年5月20日、二度目のお国入りをする。同年5月21日、一門佐竹義矩（よしのり、佐竹東家当主、相馬樹胤の五男）が佐藤らの復権をはかるクーデター未遂事件をおこす。同年6月3日、発病する。同年7月1日秋田で死去、享年19。法号は憲諒院文岳仁裕。墓所は秋田県秋田市泉三嶽根の天徳寺。
正室に山内豊資の娘・悦子（諒鏡院）を迎えていたが、子女に恵まれず、末期養子として、久保田新田藩主の佐竹義堯（初名・義核、宗藩を継ぐに当たり義就に改名、後に義堯と改名した）を迎え、家督を相続させた。

## 系譜
- 父：佐竹義厚（1812-1846）
- 母：見崎（松仙院、松操院）（1810-1868） - 阿部氏
- 正室：悦子（諒鏡院）（1840-1916） - 山内豊資の娘
- 養子
  - 男子：佐竹義堯 - 相馬益胤の三男

## 偏諱を受けた人物
- 早川睦友（一門）
- 多賀谷睦貞（多賀谷厚孝の次男）
- 多賀谷睦昭（多賀谷厚孝の三男、のち家知に改名）